# Timàlia caragrisa
La timàlia caragrisa (Mixornis flavicollis) és un ocell de la família dels timàlids (Timaliidae).

## Hàbitat i distribució
Habita els boscos de Java i les properes illes Kangean.

## Taxonomia
La població de les illes Kangean és de vegades considerada una espècie diferent:
- Mixornis prillwitzi Hartert, E, 1901 - timàlia de les Kangean.[3]